# Köbre emelés
A köbre emelés azt jelenti, hogy a számot összesen háromszor megszorozzuk önmagával. Ez egy egyváltozós művelet. A hatványozás speciális esetének tekinthető (harmadik hatvány); a kitevőbe írt 3-mal jelölik.
Példa: 4 köbe (4 a harmadikon:)
{\displaystyle 4^{3}=4\cdot 4\cdot 4=64}